# 塔波區
塔波區（西班牙語：Distrito de Tapo），是秘魯的一個區，位於該國中部胡寧大區的塔爾馬省，始建於1857年1月2日，面積151.88平方公里，海拔高度3,140米，2005年人口5,333，人口密度每平方公里35人。